# Watampone
Watampone är en kabupatenhuvudort i Indonesien.   Den ligger i provinsen Sulawesi Selatan, i den centrala delen av landet, 1 500 km öster om huvudstaden Jakarta. Watampone ligger 34 meter över havet och antalet invånare är 81 629.
Terrängen runt Watampone är platt, och sluttar österut. Runt Watampone är det mycket tätbefolkat, med 1 056 invånare per kvadratkilometer. Det finns inga andra samhällen i närheten. Omgivningarna runt Watampone är en mosaik av jordbruksmark och naturlig växtlighet.